# Arrondissement de Neuhaus-sur-l'Oste
L'arrondissement de Neuhaus-sur-l'Oste est un arrondissement de la province prussienne de Hanovre de 1885 à 1932. Le siège de l'arrondissement est Neuhaus-sur-l'Oste.

## Histoire
Un arrondissement de Neuhaus-sur-l'Oste (également appelé arrondissement fiscal (de)) est créé le 1er octobre 1867 dans la province de Hanovre, désormais prussienne, à des fins d'administration militaire et fiscale à partir des bureaux de Neuhaus-sur-l'Oste et Osten. L'administration générale reste du ressort des bureaux. Avec l'introduction du nouveau règlement des arrondissements pour la province, l'arrondissement de Neuhaus-sur-l'Oste est définitivement formé le 1er avril 1885 à partir des deux bureaux. En 1932, un décret du ministère d'État prussien incorpore la majeure partie de l'arrondissement de Neuhaus dans l'arrondissement du Pays-de-Hadeln (de) Les trois communes de Großenwörden, Hüll et Neuland sont rattachées de l'arrondissement de Stade.

## Administrateurs de l'arrondissement

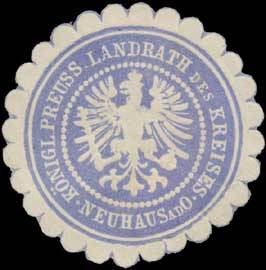
Marque de sceau de l'administrateur royal prussien de l'arrondissement de Neuhaus-Oste

1868–1883 Georg Eisendecher
1883–1884 Heinrich Glogau
1884–1889 Friedrich Wilhelm von Loebell
1889–9999 Waller
1889–1894 Ernst Rudolf Schepp (de)
1894–1905 Otto Heidborn
1905–1917 George von Schröder (de)
1917–1918 Eugen Naumann (de)
1918–1932 Erich Knoepfler

## Évolution de la démographie
| Année     | 1890   | 1900   | 1910   | 1925   |
| --------- | ------ | ------ | ------ | ------ |
| Habitants | 29.111 | 29 684 | 29 383 | 27.020 |

## Communes
La liste suivante contient les communes de l'arrondissement de Neuhaus-sur-l'Oste avec le nombre d'habitants au 1er décembre 1910
| Commune            | Hab.  |
| ------------------ | ----- |
| Abbenseth          | 233   |
| Altendorf          | 1.415 |
| Armstorf           | 422   |
| Basbeck            | 1.838 |
| Belum              | 676   |
| Bornberg           | 267   |
| Bülkau             | 1.433 |
| Cadenberge         | 1.373 |
| Dornsode           | 50    |
| Geversdorf         | 1.126 |
| Großenwörden       | 508   |
| Hackemühlen        | 161   |
| Hechthausen        | 677   |
| Heeßel             | 165   |
| Hemm               | 250   |
| Hemmoor            | 686   |
| Hollen             | 370   |
| Hüll               | 953   |
| Ihlbeck            | 85    |
| Isensee            | 840   |
| Kehdingbruch       | 351   |
| Kleinwörden        | 319   |
| Klint              | 485   |
| Lamstedt           | 1.364 |
| Langenmoor         | 67    |
| Laumühlen          | 208   |
| Mittelstenahe      | 317   |
| Moorausmoor        | 218   |
| Neuhaus-sur-l'Oste | 1.504 |
| Neuland            | 408   |
| Nindorf            | 474   |
| Nordahn            | 199   |
| Oberndorf          | 2.370 |
| Oppeln             | 447   |
| Osten              | 711   |
| Rahden1)           | 82    |
| Stinstedt          | 330   |
| Varrel             | 107   |
| Voigtding          | 222   |
| Warstade           | 1.967 |
| Westersode         | 1.545 |
| Wingst             | 1.900 |
| Wisch              | 137   |
| Wohlenbeck         | 123   |

1) incorporé à Hackemühlen en 1929